# Parque Nacional do Khorgo-Terkhiin Tsagaan Nuur

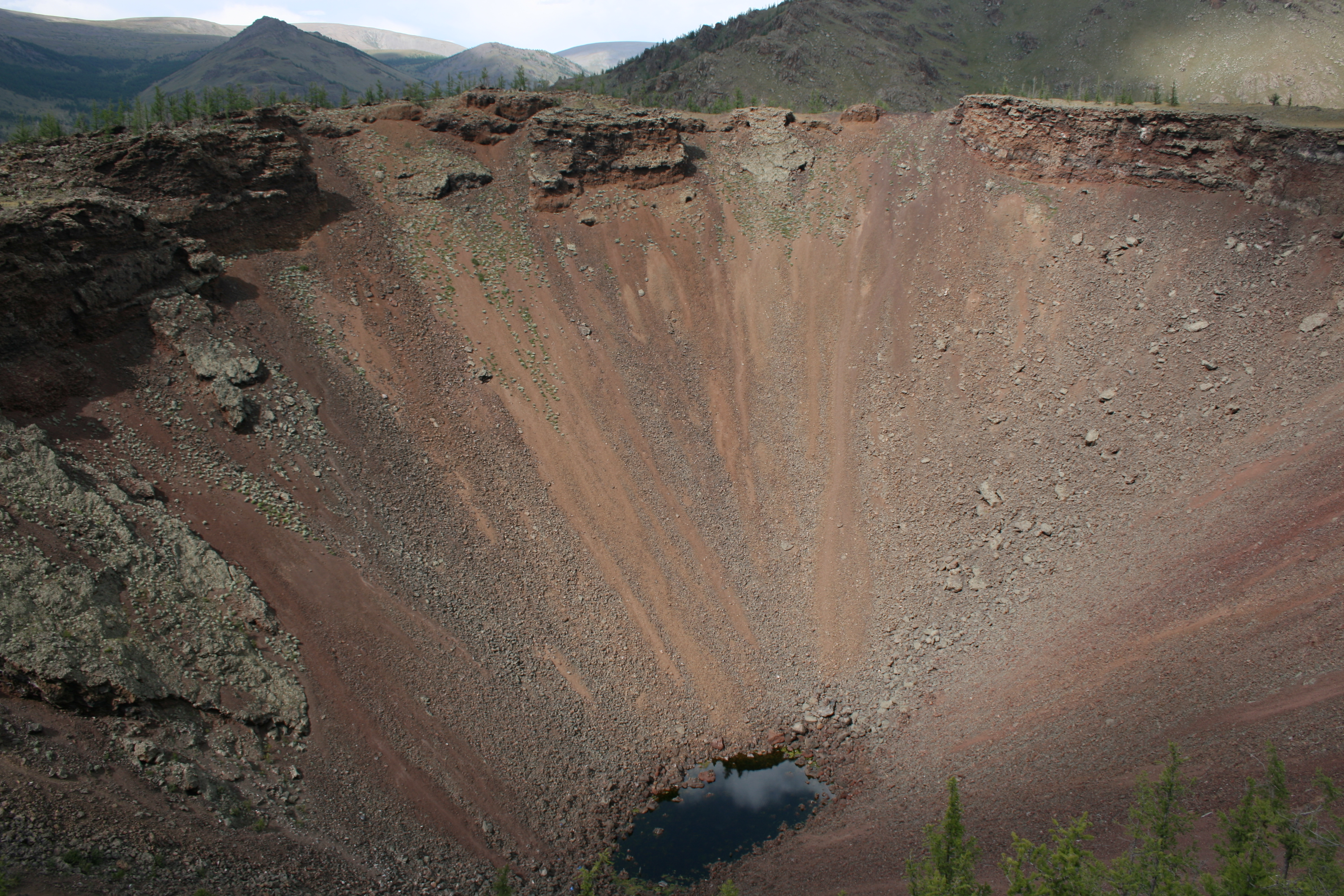
Cratera do vulcão extinto Khorgo

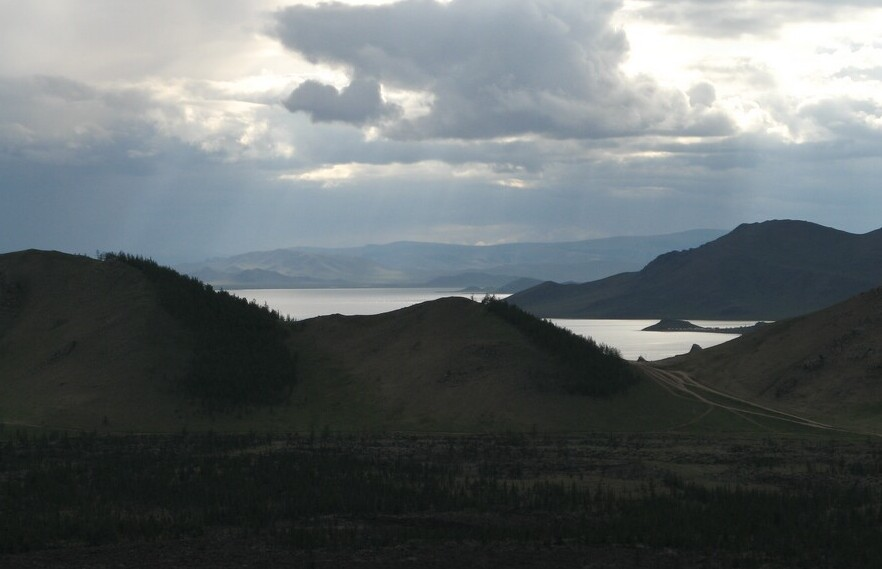
Lago Terkhiin Tsagaan visto do Khorgo

O Parque Nacional do Khorgo-Terkhiin Tsagaan Nuur é um parque nacional de 77 267 hectares localizado na região central da Mongólia.  No parque estão localizados o lago Terkhiin Tsagaan e o vulcão extinto Khorgo.
O parque disponibiliza excursões ao topo do Khorgo e passeios de barco pelo Terkhiin Tsagaan.